# Березина (Житковичский район)
Березина (бел. Беразіна) — деревня в Люденевичском сельсовете Житковичского района Гомельской области Белоруссии.
На западе граничит с лесом. На территории Житковичского ботанического заказника республиканского значения. Неподалёку месторождение каолина (7,7 млн т).

## География

### Расположение
В 7 км на запад от районного центра и железнодорожной станции Житковичи (на линии Лунинец — Калинковичи), 240 км от Гомеля.

## Транспортная сеть
Транспортные связи по просёлочной, затем автомобильной дороге Лунинец — Калинковичи. Планировка состоит из плавно изогнутой улицы, ориентированной с юго-востока на северо-запад. Застройка двухсторонняя, неплотная, деревянная, усадебного типа.

## История
Основана в начале XX века переселенцами из соседних деревень. В 1917 году хутор в Житковичской волости Мозырского уезда Минской губернии. В 1931 году жители вступили в колхоз. Во время Великой Отечественной войны 21 житель погиб на фронте. Согласно переписи 1959 года в составе совхоза «Люденевичи» (центр — деревня Люденевичи). Действуют клуб, библиотека.

## Население

### Численность
- 2004 год — 78 хозяйств, 169 жителей.

### Динамика
- 1917 год — 80 жителей.
- 1921 год — 14 дворов 130 жителей.
- 1959 год — 345 жителей (согласно переписи).
- 2004 год — 78 хозяйств, 169 жителей.